# Catadau
Catadau es un municipio de la Comunidad Valenciana, España, perteneciente a la provincia de Valencia, en la comarca de la Ribera Alta.

## Etimología
El nombre de Catadau es, al parecer, de origen visigodo, teniendo Cat el significado de propiedad y Daur, el nombre de su propietario.().

## Geografía
Municipio situado en la Vall dels Alcalans en la orilla oeste (margen derecha) del río 
Magro. Geográficamente, Catadau se ubica en la parte central de la Comunidad Valenciana, es decir, en el centro de gravedad de su territorio, aunque no en el centro de gravedad que se refiere a la distribución espacial de su población, el cual quedaría más hacia el este.

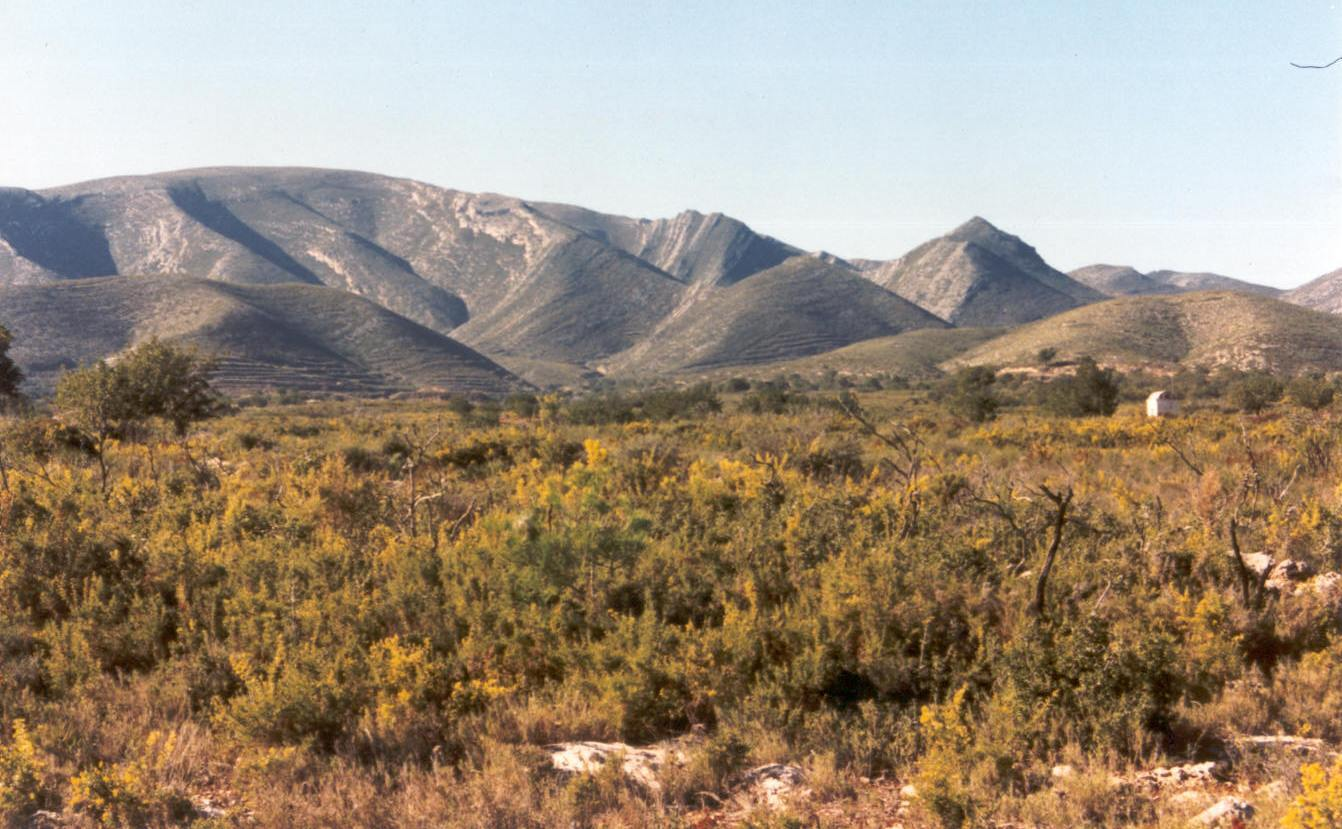
Sierra del Caballón o Colaita, aunque este último nombre se refiere a la cima propiamente dicha, que alcanza unos 900 Las facetas triangulares que inician esta sierra nos indican bastante nítidamente, la existencia de una falla con dirección norte - sur

La superficie del término es bastante llana, a excepción de los sectores suroeste, donde se alzan las lomas de Matamón, con el vértice geodésico de tercer orden del Quencall (512 m s. n. m.) y oeste, hacia la sierra del Caballón (La Colaita), donde se encuentran las mayores alturas del término, en el Alto de Los Cuchillos, con unos 760 m s. n. m. El río Magro, procedente del norte, sirve un trecho de límite por el este; drenan el término los barrancos del Puro, la Romana, Roures y Ample; el Riu Sec nace dentro del término y, en dirección sureste, sale hacia los términos de Carlet y Benimodo, donde desaparece en el cauce de varias acequias y canales de riego. Las principales partidas del término municipal son las de la Acequia Nueva, Les Covatelles (en parte), Les Salinetes (El Pla), Els Recóns, La Heretat y La Figuera, de regadío, y del Barranc Ample, del Tollo y otras, donde predomina el secano, aunque cada vez menos por el desarrollo del sistema de riego por goteo.
En la tierra sin cultivar existen pinares y matorrales, como puede verse en parte, en la imagen. Cavanilles hace una minuciosa referencia a las plantas que crecen en los eriales o tierras sin cultivar de la zona: labiérnagos, ramnos, palmitos, lentiscos, sideritis romana, espliego, oropesa, aguavientos, olivarda, yerbagatera, gordolobo sinuado, dedalera, gramas, jaras, tomillos, coronillas y astrágalos, entre otras plantas.
Desde Valencia, se accede a esta localidad a través de la A-7 tomando luego la CV-520 que procede de Benifayó.

### Localidades limítrofes
El término municipal de Catadau limita con las siguientes localidades:
Alfarp, Carlet, Dos Aguas, Llombay y Tous, todas ellas de la provincia de Valencia.

## Historia

### Orígenes
Existen dudas sobre la época en que se pobló por primera vez este término, ya que los restos aparecidos en la Cueva de Avellaneda desaparecieron sin ser objeto de un estudio científico. Al parecer se hallaron varios cráneos humanos, astas de ciervo, vasos y fragmentos de cerámica tosca, conchas de moluscos marinos y caracolas de tierra, una posible punta de flecha y otros objetos de sílex, hachas de piedra pulida y monedas romanas imperiales. Por este motivo puede dudarse de la clasificación de neolítico que se ha dado de este yacimiento al que, por la descripción de los materiales que ha llegado hasta nosotros, puede considerarse como una cueva de enterramiento colectivo del Eneolítico con un estrato superior de la época romana.
La más antigua huella humana que nos ha quedado de este término puede creerse que es de la primera Edad de los Metales. Este territorio fue intensamente poblado en plena Edad del Bronce, siendo varios cerros y puntales los que conservan restos de poblados del Bronce Valenciano.
De época ibérica son unos fragmentos de cerámica pintada, entre ellos uno con parte de la figura de un caballo, aparecido en la partida del Granotar, donde posteriormente hubo un asentamiento romano que proporciona cerámica sigillata y restos de ánforas. De época indeterminada es el enterramiento del Poble Nou.
Pero, en definitiva, los núcleos primitivos de población del Marquesado (Catadau, Llombay y Alfarp) tuvieron orígenes romanos, como lo atestiguan los palacios y castillos construidos por los romanos, de los que hoy sólo quedan algunas ruinas y otros restos arqueológicos. Es la obra de Francisco Benlloch la que da una información bastante amplia de dichos restos arqueológicos ().

### La Reconquista y la Edad Moderna

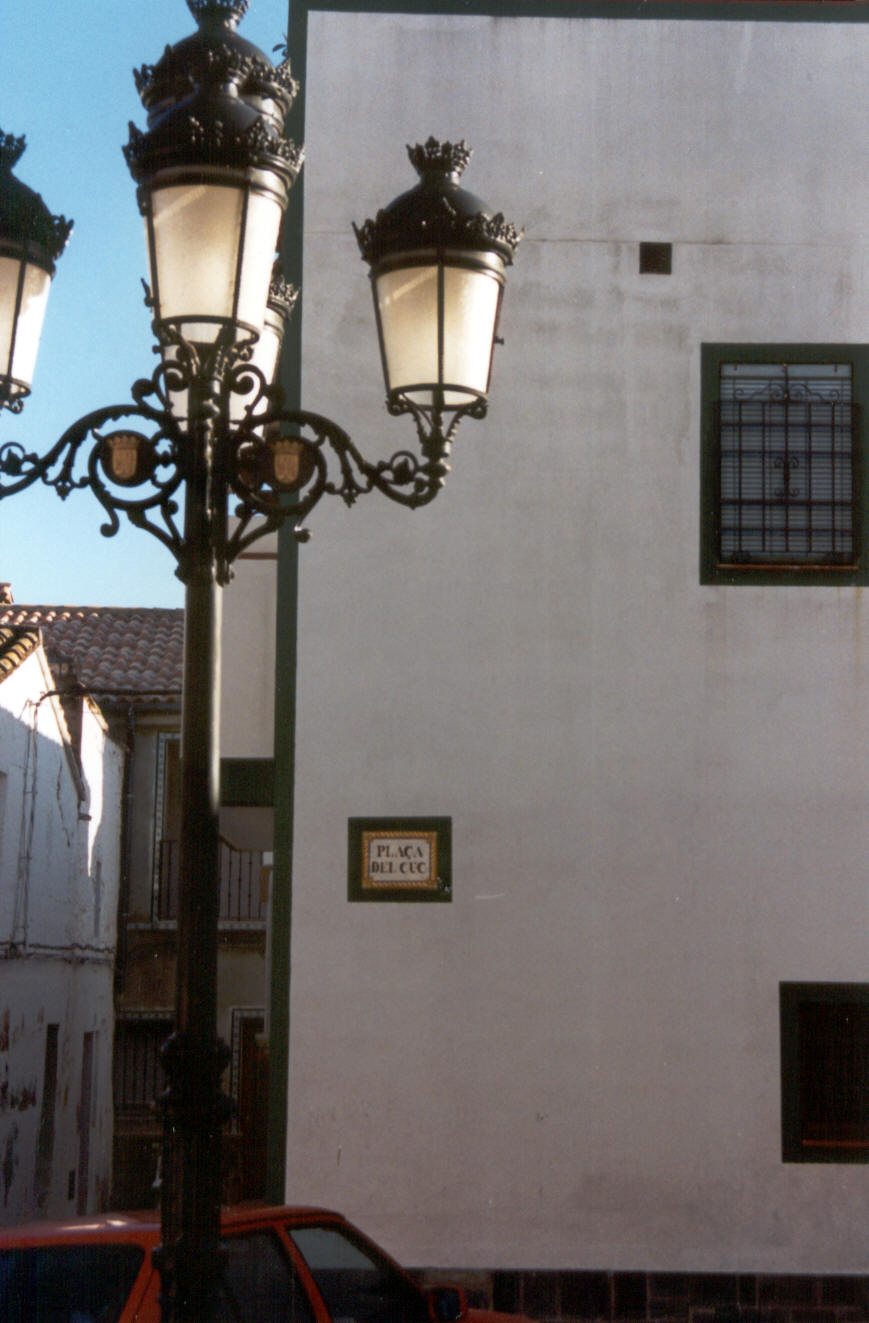
La plaza del Cuc (Gusano) en Catadau (Valencia) nos recuerda la importancia que tenía la cría del gusano de seda

Catadau fue una alquería musulmana donada por Jaime I a Guillem Aulàbia en 1238 ( Archivado el 14 de septiembre de 2011 en Wayback Machine.). En 1357 compró su jurisdicción Ramón de Riusec, pasando al final del siglo XIV a la familia Centelles y en el siglo XV a los Borja, duques de Gandía.
En 1530, Carlos I concedió a Francisco de Borja, cuarto duque de Gandía el título de marqués de Llombay, cuyo territorio comprendía Alfarp, Catadau y Llombay.
En 1609, según el Censo de Caracena, contaba con 130 casas de moriscos, cuya expulsión causó la despoblación de Catadau. El primero de mayo de 1611 se concedió carta puebla para la repoblación del municipio. En 1649 se construyó la iglesia, aunque todavía formaba parte de la parroquia de Llombay. Y en 1750 se ampliaron las obras de la misma.
Según consta en el libro de Francisco Benlloch, Catadau tenía ya 184 casas habitadas en 1756, lo que significaba que en poco más de un siglo el pueblo había triplicado sus viviendas y habitantes. A mediados de dicho siglo XVIII, Catadau tenía 5538 hanegadas de secano y 1719 de regadío, superando en ambos casos a las que tenían los pueblos de Llombay y Alfarp. El principal cultivo era el de la hoja de morera para la alimentación del gusano de seda, como nos recuerda ahora la plaza del Cuc (Gusano) en Catadau. Y el segundo era el olivo para la obtención del aceite.

### ElsigloXIX
El siglo comienza con la segregación de Catadau respecto del Marquesat de Llombai y su incorporación a la Corona (1806) tras un larguísimo pleito durante el cual las vecinas poblaciones de Llombai y Alfarb desistieron sin alcanzar su objetivo de incorporarse a la Corona.
A mediados de aquel siglo, el Diario Mercantil de Valencia, en su edición del 22 de junio de 1851 informaba de lo siguiente: 

En la villa de Catadau, situada en el marquesado de Llombay, se ha verificado hace pocos días el bautizo de una niña, hija de los señores marqueses de Liédena, residentes en aquella población. S.A.R. el señor infante D. Francisco de Paula Antonio se ha servido ser el padrino de la recién nacida, representando a S.A. la señora marquesa viuda de Liédena. Este acto se celebró con toda la pompa que permiten los recursos de un pueblo de corto vecindario; pero lo hizo más solemne la presencia del Ayuntamiento y de todas las personas más acomodadas. Durante la ceremonia amenizó la función la banda de música de Carlet que siguió también a la comitiva en su ida y vuelta a la Iglesia. El dinero y confites arrojados con profusión sirvieron de agradable diversión a aquellos honrados vecinos. La niña lleva los nombres de Luisa, Francisca de Paula, Isabel y Francisca de Asís, en memoria del señor infante, de su difunta señora y de los Reyes.

 Aquella niña era Luisa Boulet y Vera, nacida en Catadau el 8 de marzo de 1851. También nació en Catadau otro aristócrata, Joaquín Rodríguez Valcárcel del Castillo  (Catadau 1830 - Valencia 1895) conde de Pestagua, que fue diputado del Partido Moderado y militar (alcanzó el grado de teniente coronel).
En el siglo XIX, y a pesar del plan de desamortización de Mendizábal de 1836, que resultaba un freno al latifundismo, siguieron apareciendo grandes construcciones y propiedades (alquerías o masías) como una manera de proteger las inversiones en bienes inmuebles. Uno de los ejemplos más importantes fue Villa Cristina, también llamada Casa Izquierdo, ubicada en la partida de la Heretat (Heredad), ya que su primer propietario fue Joaquín Izquierdo. Villa Cristina se construyó en 1883, como consta en la fachada de la casa, la cual ocupaba (y aún ocupa), con sus áreas de servicio, casi cinco hanegadas llegando a concentrar una propiedad de casi 3000 hanegadas durante su época de mayor esplendor, la mayor parte dedicadas a los cultivos de vid y algarrobos. Desde fines de los años 70, cuando se empleaba como depósito de cohetes para provocar lluvias en épocas de sequía, ha estado sin uso, por lo que su aspecto se ha venido deteriorando. Otras masías o casas importantes de la zona eran las de Tasso, la de Romero en Alfarp y los Dordas, y la Casa de Bosch, que se encontraba "cabalgando" sobre el límite municipal entre Catadau y Carlet aunque la construcción de esta masía se ubicó ya en el término municipal de esta última ciudad, y sólo el vértice noroeste está situado en la divisoria de los dos términos.

### ElsigloXX

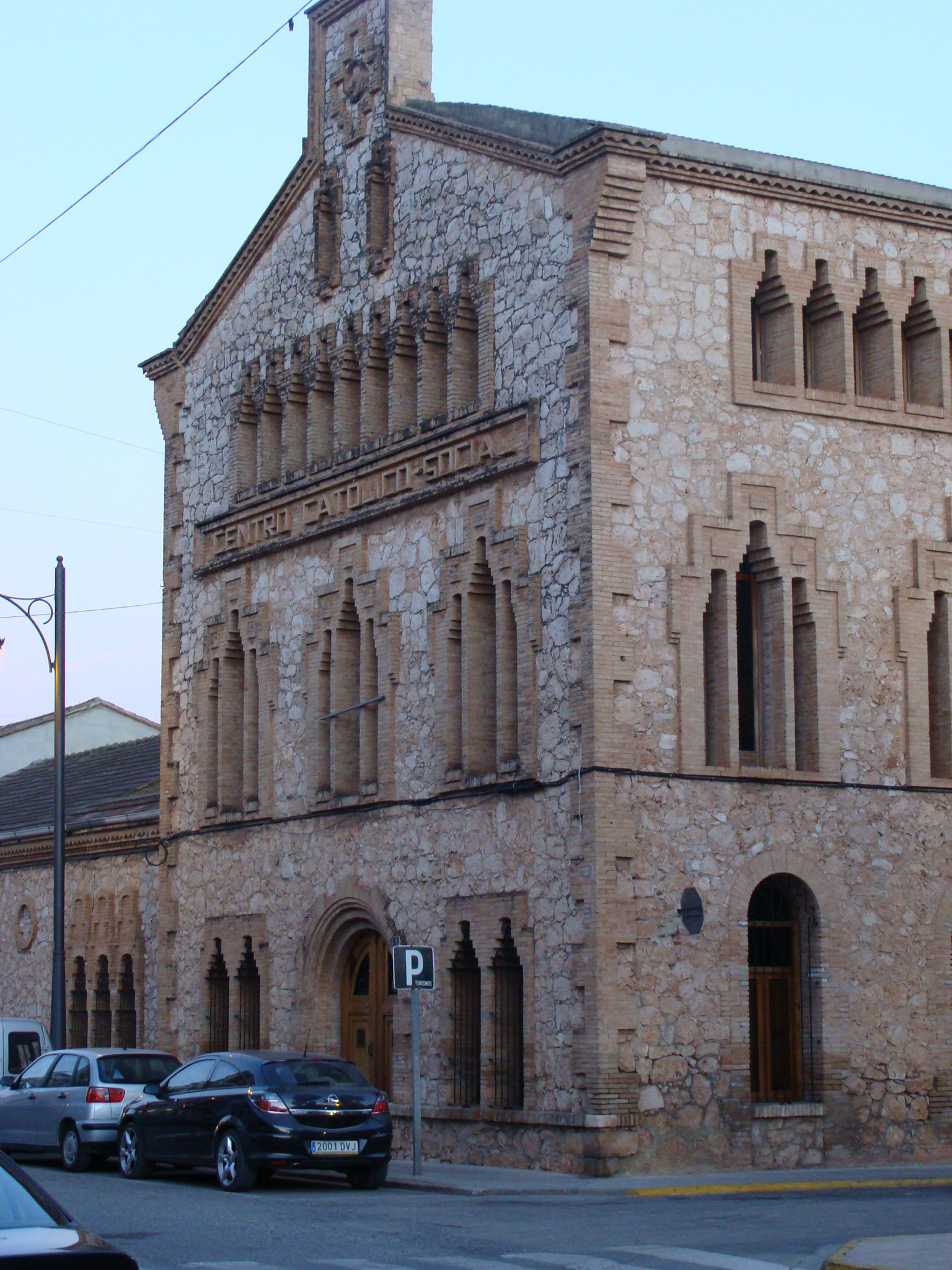
El Centro Católico Social de Catadau, construido en 1914, es obra de Enrique Viedma Vidal y constituye uno de los símbolos urbanos del pueblo

Una etapa de progreso continuado, aunque lento, se produjo en Catadau en las primeras décadas del siglo XX. La vida política se divide entre las dos facciones más importantes: Els Lluents y Els Desgarrats. Se construyó el Centro Católico Social, con sus muros de piedra (que viene a ser una especie de símbolo urbano del pueblo) y se intentó formar un servicio de agua potable, iniciado con la construcción de algunas fuentes.

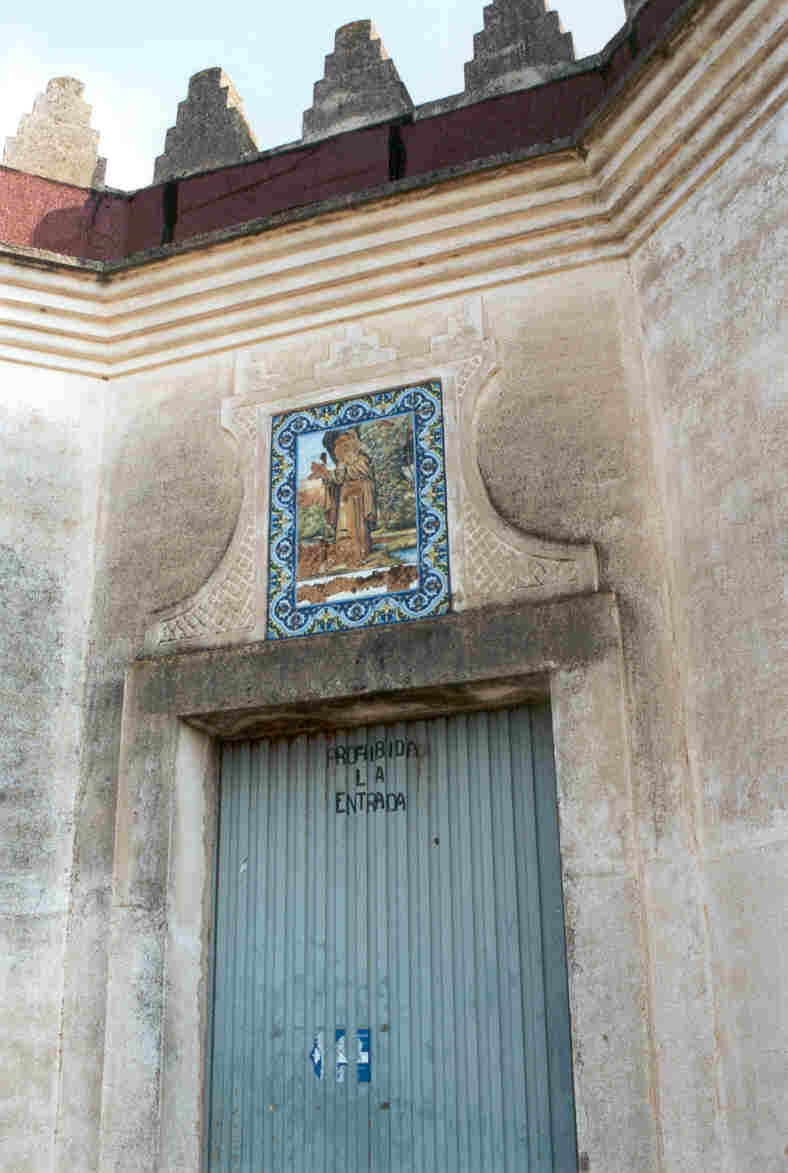
El Motor de San José, en Catadau (Valencia)

La guerra civil española trajo unas consecuencias muy importantes en Catadau, especialmente por el hecho de que se construyó un aeródromo militar en la partida de El Pla, entre las casas de Bosch y de Izquierdo, las cuales se tomaron como construcciones para el servicio de dicho aeropuerto. La masía de Bosch se dedicó a vivienda de la oficialidad y la Villa Cristina para la tropa. Se pintó en la primera un camuflaje con motivos vegetales (techo y paredes) y junto a la misma, se ubicó un refugio para ser usado en caso de bombardeo. Los restos de un carro blindado eran testigos del uso militar de la zona. Este aeropuerto no tuvo una figuración importante durante la guerra civil ya que los aviones que tenía la República no podían compararse con los Junkers y Saboyas de fabricación alemana e italiana. La existencia de este aeropuerto, que no era bien vista por los habitantes del municipio, era el hecho que explicaba el que las imágenes de santos en azulejos de cerámica que se ponían en las casetas o instalaciones de los pozos para bombear las aguas subterráneas (los "motores", como se conocen popularmente) fueran dañadas durante la guerra ya que es improbable que los habitantes del pueblo, que eran los que construyeron esas instalaciones, hubiesen sido los autores de dichos daños. Después de 70 años, el hecho deja de tener importancia, salvo para servir de ejemplo de muchos detalles que la historia nos oculta por falta de referencias o por el simple olvido, muchas veces intencionado.
Después de la guerra, se prohibió durante bastantes años la plantación de árboles de gran tamaño en la partida de El Pla, con el fin de hacer más fácil la posibilidad de convertir el terreno en un nuevo aeropuerto en caso de ser necesario. Esta medida ocasionó que el Pla se convirtiera en una excelente zona de viña, donde se cosechaban grandes cantidades de uva de mesa (principalmente moscatel). Y muchos años después se sustituyeron esas parcelas de viña por plantaciones de naranjos, cuyo rendimiento se fue haciendo más eficiente en lo que respecta al uso del agua, con el empleo del sistema por goteo. Sin embargo, también se llegó pronto a la superproducción que siempre acompaña a cualquier monocultivo. La consecuencia: muchos campos enfermos de "tristeza" que no es sino el término popular para el abandono de las parcelas, sobre todo de las marginales cuyo mantenimiento y trabajos requeridos siempre terminan por ser excesivamente costosos.

## Dana 29 de octubre de 2024
El 29 de octubre de 2024, la Comunidad Valenciana se vio afectada por una de las mayores catástrofes naturales recordadas en los últimos años a nivel mundial. El municipio de Catadau se vio afectado por los más de 350 litros por metro cuadrado que cayeron en pocas horas en la Ribera Alta. Durante la mañana del 29 de octubre, esta zona, la Ribera Alta fue la más afectada, especialmente Catadau, Llombai y Alfarb por estas precipitaciones, junto a una primera riada. Además de Carlet, Alcudia, Guadassuar y Algemesí por la crecida del río Magro.
Catadau permaneció incomunicada durante los 3 primeros días de la catástrofe, con su acceso por Carlet cortado y sin agua ni luz en sus calles ni casas de los vecinos.
Gracias a esta primera riada, sus ciudadanos pudieron prepararse para lo peor que terminaría llegando unas horas más tarde con un total de dos riadas más, llegando a dejar inhabilitado gran parte del municipio.

## Demografía
Catadau cuenta con una población de 2967 habitantes (INE 2024).
| Gráfica de evolución demográfica de Catadau entre 1842 y 2021                                                       |
| |
| Población de derecho según los censos de población del INE Población de hecho según los censos de población del INE |

La población masculina tiene una proporción ligeramente superior a la femenina. Ello puede deberse a la juventud de la población (la población masculina predomina entre los más jóvenes, por la mayor natalidad de varones) o a la disminución de puestos de trabajo en las tareas agrarias y, en contrapartida, a la mayor diversificación del empleo para las mujeres en las ciudades de mayor tamaño, lo que da origen a una tendencia a la emigración femenina. Sin embargo, la diferencia es relativamente pequeña (1315 varones y 1304 mujeres en 2007), por lo que podríamos concluir que existe cierto equilibrio entre los dos sexos en cuanto al número de habitantes.

## Economía

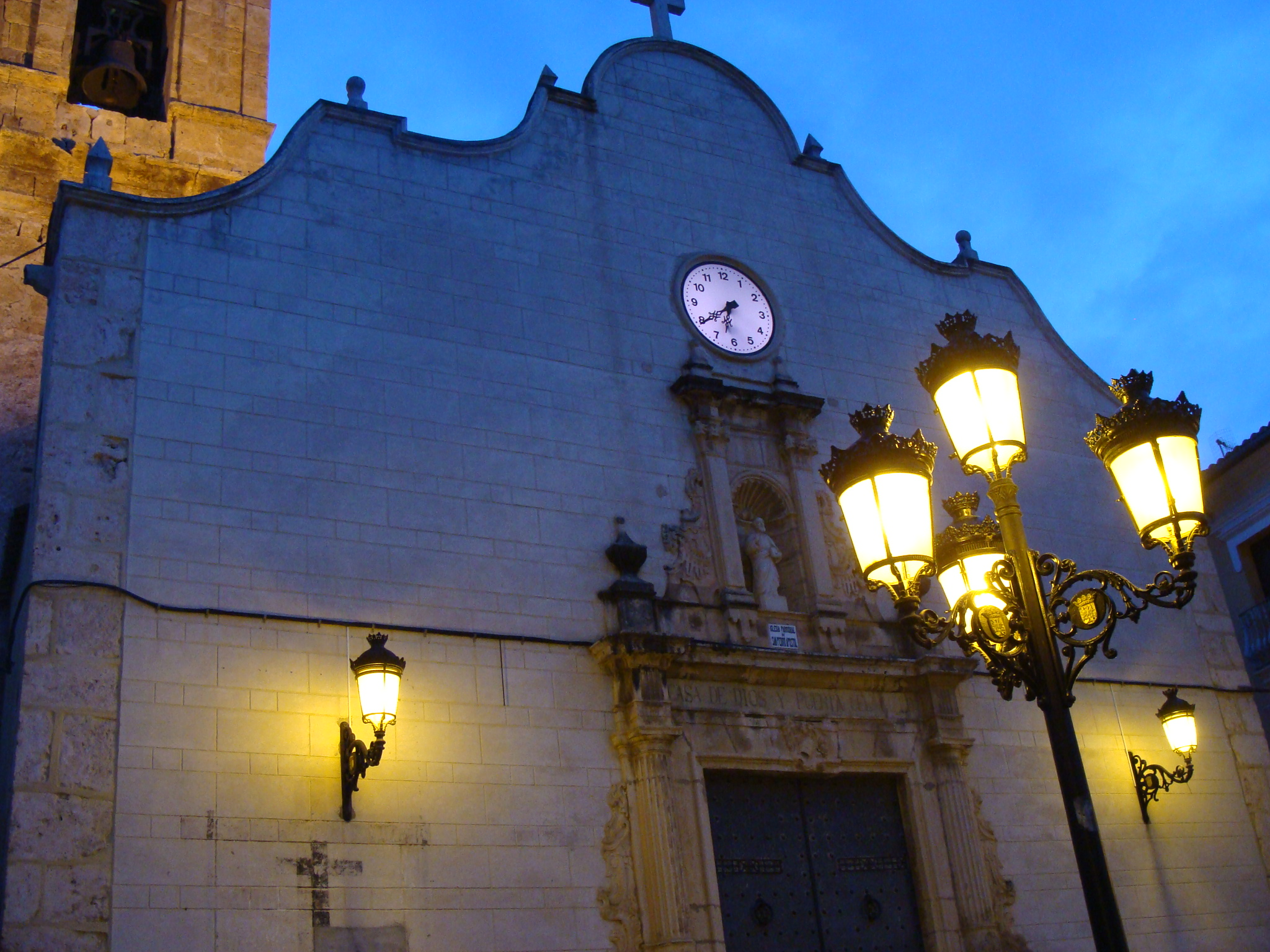
La fachada de la iglesia parroquial de Catadau

En la tierra cultivada de regadío predominan los frutales: naranja, melocotón, caqui, ciruela, etc, así como un poco de huerta principalmente para consumo doméstico y en la de secano principalmente algarrobos y olivos. Hay ganado lanar, porcino y granjas avícolas. Inverna una buena cantidad de cabezas de ganado bovino. A fines del siglo XVIII, Antonio José de Cavanilles visitó las poblaciones del Marquesado de Llombay (Catadau, Llombay y Alfarp) y describió las características geográficas y económicas de la zona, haciendo referencia a la gran producción de seda (8600 libras) que se obtenía en estos tres pueblos. Es probable que la plaza del Cuc (plaza del Gusano) haga referencia al antiguo esplendor de la producción de seda de Catadau.

## Administración y política
| Periodo   | Nombre                                                             | Partido                           |
| --------- | ------------------------------------------------------------------ | --------------------------------- |
| 1979-1983 | Vicent Bono Gimeno                                                 | PSPV-PSOE                         |
| 1983-1987 | Vicente Bono Zapata                                                | CDS - Centro Democrático y Social |
| 1987-1991 | Vicente Bono Zapata                                                | AP                                |
| 1991-1995 | Celestino Llorens                                                  | PP                                |
| 1995-1999 | Celestino Llorens                                                  | PP                                |
| 1999-2003 | Rafael Pellicer Esteve                                             | PP                                |
| 2003-2007 | Rafael Pellicer Esteve                                             | PP                                |
| 2007-2011 | Rafael Pellicer Esteve                                             | PP                                |
| 2011-2015 | Pedro Juan Bisbal Oltra                                            | PP                                |
| 2015-2019 | Manuel Enrique Bono Donat (2015-2017) Hèctor Roig Roig (2017-2019) | PSPV-PSOE Compromís               |
| 2019-2023 | Hèctor Roig Roig                                                   | Compromís                         |
| 2023-act. | Vicente José Escuder Bisbal                                        | PP                                |

## Patrimonio
- Iglesia parroquial. Está dedicada a San Pedro Apóstol. En 1535 fue designada rectoría de moriscos. El primitivo templo fue construido sobre el solar de una mezquita, posteriormente en 1730 fue edificado otro, destruido en 1936 en el que además se queman las imágenes en la plaza, siendo levantado posteriormente de nueva planta el actual. Está ubicada próxima al Ayuntamiento, en los inicios de la calle Mayor.
- Centro Católico Social de Catadau. Obra de estilo modernista valenciano del arquitecto Enrique Viedma Vidal en 1914.
- Castillo de Catadau. Se trata de una casa construida sobre los restos o bien de una posible muralla, que debía defender la población de Catadau durante la época medieval, o bien de alguna torre o pequeña fortificación que allí se situaba. Los restos que se han conservado son muy pocos, pese a ello puede distinguirse una parte de muro construida a base de mampostería y argamasa.

## Fiestas locales
- Fiestas Mayores. Se celebran las fiestas patronales el 29 de junio, a San Pedro Apóstol.
- Santa Bárbara. Se celebraban a principio de agosto, pero desde hace bastantes años se celebran desde el primer fin de semana de agosto. Las fiestas comienzan con la "Fiesta de Quintas". Un día después, se celebra la Presentación de la reina de las fiestas y su corte de honor. Le siguen los moros y cristianos, vaquillas, fiesta de disfraces, bajada de Santa Bárbara, concurso de paellas y mucho más.

## Gastronomía
- Mostachones
- Pimentón en salmuera
- Embutidos
- Arroz al horno
- Paella con caracoles ("vaquetes")
- Arroz con judías y acelgas.

En agosto se celebra un concurso gastronómico en la avda. Santa Bárbara, principalmente para la elaboración de paellas.